# Bruxelles-Ingooigem 1980
La Bruxelles-Ingooigem 1980, trentatreesima edizione della corsa, si svolse l'11 giugno su un percorso con arrivo a Ingooigem. Fu vinta dal belga Frans Van Looy della squadra Vermeer-Thijs-Mini-Flat davanti ai connazionali e compagni di squadra Jan Bogaert e Patrick Devos.

## Ordine d'arrivo (Top 10)
| Pos. | Corridore              | Squadra                           | Tempo |
| ---- | ---------------------- | --------------------------------- | ----- |
| 1    | Frans Van Looy         | Vermeer-Thijs-Mini-Flat           |       |
| 2    | Jan Bogaert            | Vermeer-Thijs-Mini-Flat           |       |
| 3    | Patrick Devos          | Vermeer-Thijs-Mini-Flat           |       |
| 4    | Christian Dumont       |                                   |       |
| 5    | Daniel Plummer         | Splendor-Admiral                  |       |
| 6    | Eddy Verstraeten       | Mini Flat-Vermeer-Thijs-Galli     |       |
| 7    | Gustaaf Van Roosbroeck | IJsboerke-Warncke Eis-Koga Miyata |       |
| 8    | Patrick Verstraete     | Fangio-Campagnolo                 |       |
| 9    | Ronny Van De Vijver    | Eurobouw-Cambio Rino              |       |
| 10   | Willy Scheers          | Boston-IFI-Mavic                  |       |